# Čtvrtý lateránský koncil

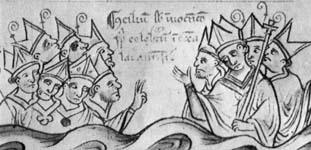
Čtvrtý lateránský koncil v iluminované Kronice Matthewa Parise, 1240–1253

Čtvrtý lateránský koncil svolal papež Inocenc III. bulou z 19. dubna 1213. Koncil se sešel v Lateránu poprvé 11. listopadu 1215. Katolická církev koncil uznává jako dvanáctý ekumenický koncil.
Inocenc III. svolal koncil na obranu katolické víry, na pomoc křižáckým státům v Palestině a aby dopomohl církvi k větší svobodě v investituře církevních představených.
Koncil potvrdil sedmdesát papežských dekretů, které mu byly předloženy ke schválení. Tyto dekrety se zabývaly mj. naukou o transubstanciaci, formální podobou procesů proti heretikům a jejich ochráncům, papežským primátem, pravidly církevní disciplíny pro kleriky a proti jejich výstřelkům, kdy bylo kněžím zakázáno účastnit se ordálů, jinak známých jako Boží soudy. Dekret Omnis utriusque sexus nařídil všem křesťanům, kteří dosáhli věku užívání rozumu, aby vyznali alespoň jednou do roka své hříchy knězi. Židům a muslimům bylo nařízeno nosit zvláštní oblečení, aby je bylo možné rozeznat. Koncil též potvrdil volbu Fridricha II. římským císařem.
V kánonu o Nejsvětější Trojici koncil definoval významnou zásadu analogické řeči o Bohu: "mezi Stvořitelem a stvořením nelze konstatovat žádnou podobnost, při níž by nebylo nutné konstatovat ještě větší nepodobnost".
Na rozdíl od jiných středověkých církevních shromáždění, tento koncil měl pouze 3 zasedání, která byla uzavřena v jednom měsíci. Významná nařízení, která přijal, ovlivnila na staletí postavení církve a velká část usnesení z tohoto koncilu se stala platnou součástí církevního práva.
Několik staletí trvalo prosazování usnesení IV. lateránského koncilu o podobě manželství založeného na oboustranné shodě zasnoubených na sňatku, navíc požadujícím jeho vyjádření manželskými sliby před očima církve zastoupené příslušným duchovním.